# Carl David Anderson
Carl David Anderson (n. 3 septembrie 1905, New York City, New York, SUA – d. 11 ianuarie 1991, San Marino⁠(d), California, SUA) a fost un fizician american. Pentru descoperirea pozitronului (în 1932) a primit în anul 1936, împreună cu Victor Franz Hess, Premiul Nobel pentru Fizică. În anul 1937 a descoperit împreună cu Neddermeyer mionii. În 1939 Anderson a devenit profesor de fizică la Caltech. 
În 1936 a descoperit mezonul μ (miuon).
Anderson a rămas până în 1970 profesor la Caltech, fiind și membru al mai multor societăți științifice. Anderson a murit în 1991 la vârsta de 85 de ani și este înmormântat în Los Angeles.